# Psectrocladius filiger
Psectrocladius filiger är en tvåvingeart som beskrevs av Jean-Jacques Kieffer 1923. Psectrocladius filiger ingår i släktet Psectrocladius och familjen fjädermyggor.
Artens utbredningsområde är Tyskland. Inga underarter finns listade i Catalogue of Life.